# Unitat Popular Veneçolana
El nom Unió Popular Veneçolana (UPV) (Unidad Popular Venezolana en castellà) per a un partit polític en Veneçuela s'ha usat en diferents moment al llarg de la seua història, la primera referència apareix en 1944 "apareix a Caracas, Unió Municipal, partit que va agrupar als comunistes, qui legalment no podien presentar-se com a tals; en el Zulia es va formar la Lliga d'Unificació Zuliana i en 11 estats del país, les dites Unions Populars, totes de tendència comunista; al juliol de 1944 totes aquestes Unions es van fusionar en un partit a escala nacional que va ser Unió Popular Veneçolana" com indica en http://www.fpolar.org.ve/nosotros/educacional/instituc/medijgob.html Arxivat 2009-02-08 a Wayback Machine. la Fundació Empreses Polar.
Más recentment duu aquest nom un partit polític veneçolà de tendència radical, que pren rellevància producte de les diferències d'alguns dels partidaris del president veneçolà Hugo Chávez pel que fa al principal partit del seu govern el Moviment Cinquena República (MCR), encara que açò no ha impedit que els seus militants encapçalats per la dirigent popular Lina Ron, donen suport decididament al mandatari veneçolà, i fins i tot que aquest partit tinga bones relacions amb tots els partits de la coalició chavista, inclòs el mateix MVR, que va ser dissolt per a crear el Partit Socialista Unit de Veneçuela (PSUV), açò a conseqüència de tenir les mateixos propòsits polítics a pesar de les diferències internes, el major èxit d'aquest partit ha estat obtenir representació parlamentària en l'Assemblea Nacional a partir de les eleccions de novembre de 2005. En les Eleccions Presidencials de desembre de 2006 va obtenir 78.064 vots per al seu Candidat Hugo Chávez.En el 2007 la UPV va ser desarticulada per a formar part del Psuv, partit de govern. A causa de les divergències internes amb el Psuv, van decidir novament inscriure's en l'organismes electoral veneçolà i participar com a partit amb personalitat i militància pròpia.